# Pikter

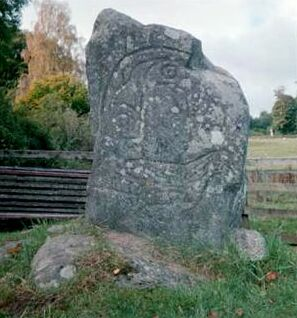
Piktisk rest sten med vågformiga inskriptioner.

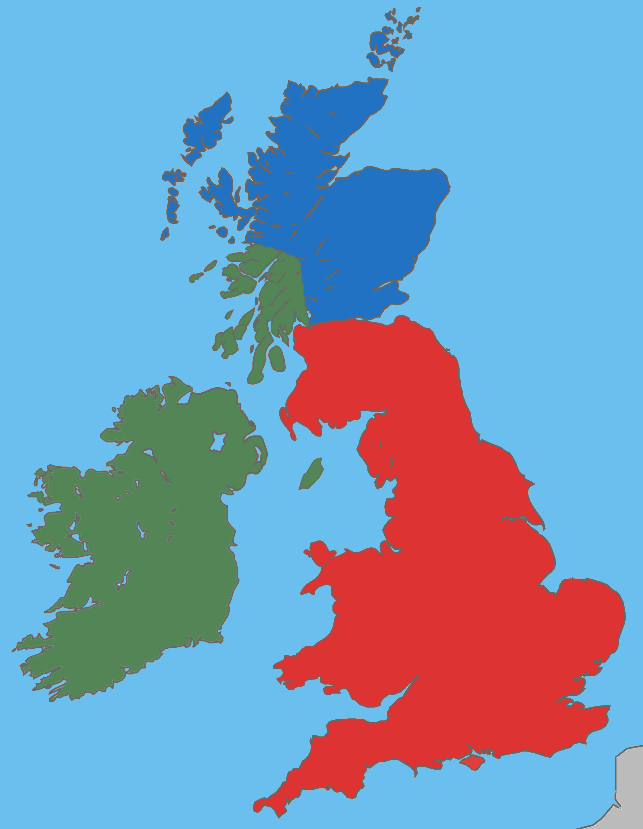
Folk på Brittiska öarna vid slutet av den romerska perioden (kring 400 e.Kr.).
Gaeler
Pikter
Britanner

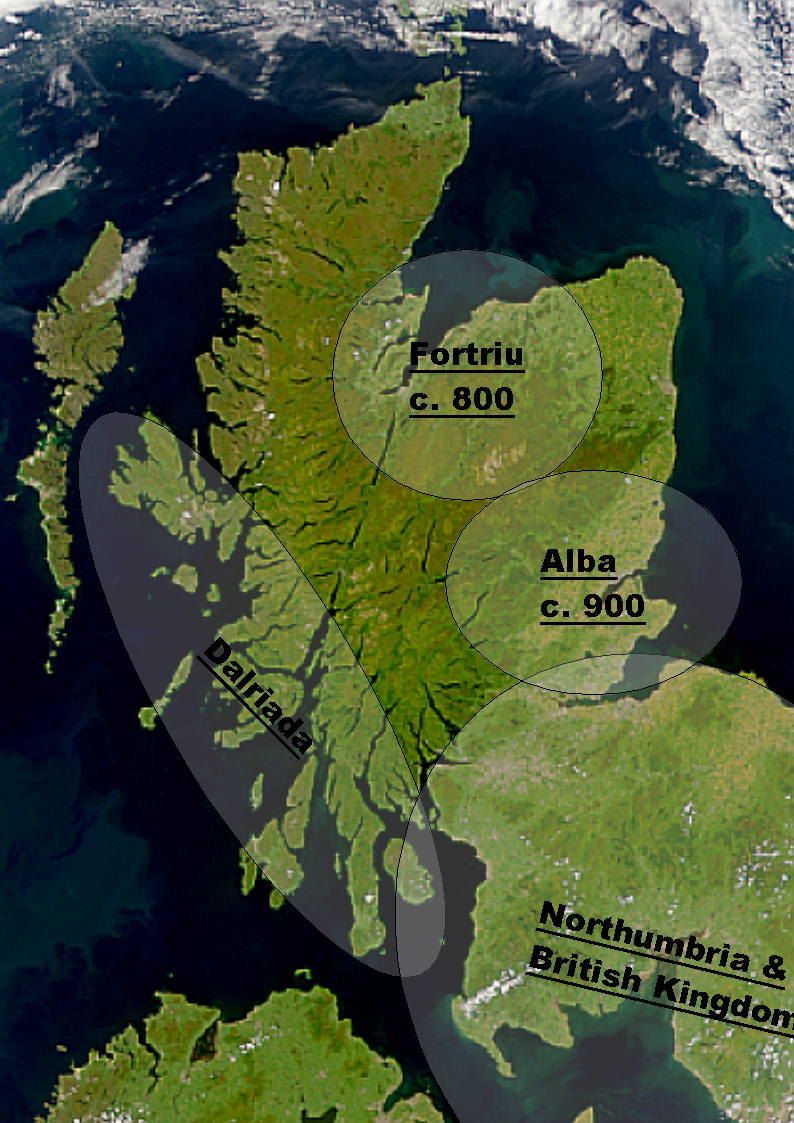
Karta som visar ungefärligt läge för det piktiska kungariket Fortriu och angränsande kungariken omkr. 800, samt Alba omkring år 900.

Pikterna (engelska: Picts; skotsk gaeliska: na Cruithnich) var ett folkslag av okänt ursprung som bodde i Skottland under framför allt senantiken och tidig medeltid. Deras språk, piktiskan, är oklassificerat men var möjligen nordkeltiskt. Det finns kopplingar till nordkeltiska ortnamn och piktiska resta stenar.

## Utbredning och kultur
Pikterna bodde framför allt norr om floderna Forth och Clyde. De antas vara ättlingar till de kaledoniska stammar som omnämns av romerska historiker och syns på Klaudios Ptolemaios världskarta. Pikternas land, Piktland (medeltidslatin: Pictavia), förenades gradvis med det gaeliska kungadömet Dalriada och bildade tillsammans med detta kungariket Alba. Alba expanderade och lade senare under sig även andra mindre kungadömen i området. På 1000-talet hade den piktiska särarten sugits in i den nya skotska etniciteten.
Det piktiska samhället var typiskt för många järnålderskulturen i norra Europa, med dess breda förbindelser och parallella utvecklingar med intilliggande folkgrupper. Arkeologiska fynd har avslöjat vissa inslag i pikternas kultur. Knappt något har överlevt av piktisk skriven kultur, men pikternas historia är via ett antal externa källor känd sedan sent 500-tal.

## Historia
Pikterna gjorde ständiga räder in i det av Romarriket ockuperade England (Britannia). På 600-talet enades pikterna i ett kungarike, baserat i centrala och nordöstra Skottland.
Senare under århundradet avvärjde pikterna ett invasionsförsök från de expansiva anglerna. Vid 685 års slag vid Dun Nechtain besegrades anglerna i grunden, och anglerna kom efter detta aldrig att ha någon större makt i det som idag är Skottland.
Pikterna hamnade i konflikt med det keltiska kungariket Dalriada, som inte kunde övervinna pikterna militärt. Dalriada hade etablerats av kelter som invandrat från norra Irland. Ett flertal kungliga giftermål ingicks mellan det keltiska Dalriada och pikterna. År 843 blev den keltiske kungen Kenneth I även kung över pikterna, vilket skulle leda till bildandet av det skotska kungariket (Alba).
Med tiden ersattes den piktiska kulturen och språket av skotsk-keltisk kultur och skotsk gaeliska.
Under vikingatiden benämndes stora delar av nuvarande Skottland för Piktland. Det kan jämföras med andra liknande benämningar i vikingavärlden: Särkland, Blåland, Markland, Vinland, Bjarmaland och Helluland.

### Identitet
Pikterna talade möjligen ett nordkeltiskt språk, men deras språk har inte bevarats i någon säker inskrift så forskningen har inte gett några säkra resultat. Ortnamn och personnamn ger dock ett visst material att arbeta med.
Genetisk forskning har på senare tid visat att 10 procent av dagens skotska (manliga) befolkning har direkt härstamning från pikterna.

## Namnet
Benämningen pikter kommer från latinets picti (de bemålade). Det härrör antagligen från pikternas sed att kroppsbemåla eller tatuera sig. Namnet finns belagt i romersk skrift tidigast år 297 e.Kr.